# Atolo (Akwaya)
Pour les articles homonymes, voir Atolo.
Atolo est un village du Cameroun situé dans le département du Manyu et la Région du Sud-Ouest, à proximité du Parc national de Takamanda et de la frontière avec le Nigeria. Il fait partie de la commune d'Akwaya.
Avec Matene I, c'est l'une des rares localités où on parle l'evant, une langue bantoïde méridionale, dite « tivoïde », en voie de disparition.